# بالابان (ساز)
بالابان یا بالامان (ترکی آذربایجانی: Balaban) ساز بادی استوانه‌ای دو نی به طول حدود ۳۵ سانتی‌متر که در ابتدا و به صورت اورجینال شش سوراخ انگشت داشت که اکنون به هفت یا هشت سوراخ انگشت می‌رسد. این ساز در بین مردمان مناطق شمال غربی ایران معروف است.

## پیشینه
بنابر اسناد و مدارک در دسترس، نوعی ساز بادی از خانواده نی و سرنا دست‌کم از سده‌های نخستین دورة اسلامی در ایران شناخته شده بوده، و در میان مردم بخشهایی از این سرزمین به کار می‌رفته‌است.
بالابان به معنای نوعی ساز بادی نیین به صورتهای بَلَبَن، بالَبَن و بالابَن در فرهنگهای لغات ترکی - روسی آمده‌است. در «لغت آذربایجانی - روسی»، بالابان به معنای ساز بادی نه چندان بزرگ و شبیه زُرنا (= سرنا)، در دائرةالمعارف موسیقی ترکی» بَلَبَن یا نایِ بَلَبَن با اشاره به مطلب جامع‌الالحان، نوشته عبدالقادر مراغی و «سازهای ترکی» نوشته فارمر، سازی بادی شبیه زُرنا، و در «فرهنگ موسیقی ترکی» بَلَبَن ساز بادی شبیه‌ساز نیین مِی متداول در ارزروم، تعریف شده‌است.
در فرهنگها و دائرةالمعارفهای روسی واژه بالابان به معنای‌سازی بادی زبانه‌دار معمول میان اقوام قفقاز شمالی و ایرانیان آمده‌است.
بالابان به عنوان‌سازی بادی و بومی در حوزه‌های جغرافیایی - فرهنگی آذربایجان، به ویژه تبریز، ارومیه و اردبیل و زنجان، و کردستان ایران و برخی جاهای دیگر به کار می‌رود و گروهی از نوازندگان این مناطق بالابان نوازند. در زبان کردی این ساز را «باله‌وان»، و در شوشتری نی را «بَلَبون» (= بلبان) می‌گویند.

## ثبت در میراث فرهنگی یونسکو
ساز بالابان به عنوان یکی از میراث‌های فرهنگی در ترکیه، در سال ۲۰۲۳ به عنوان یکی از میراث‌های فرهنگی جهان به ثبت رسید.

## نگارخانه

ساز بالابان از موسیقی شمال استان همدان
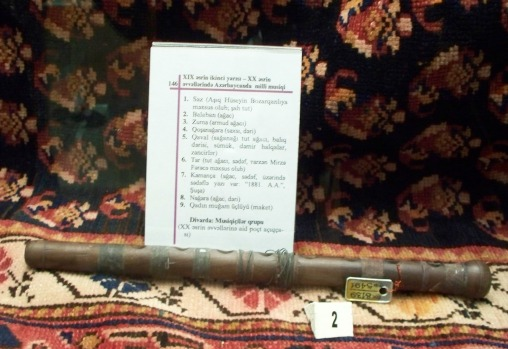
موزه ملی تاریخ جمهوری آذربایجان
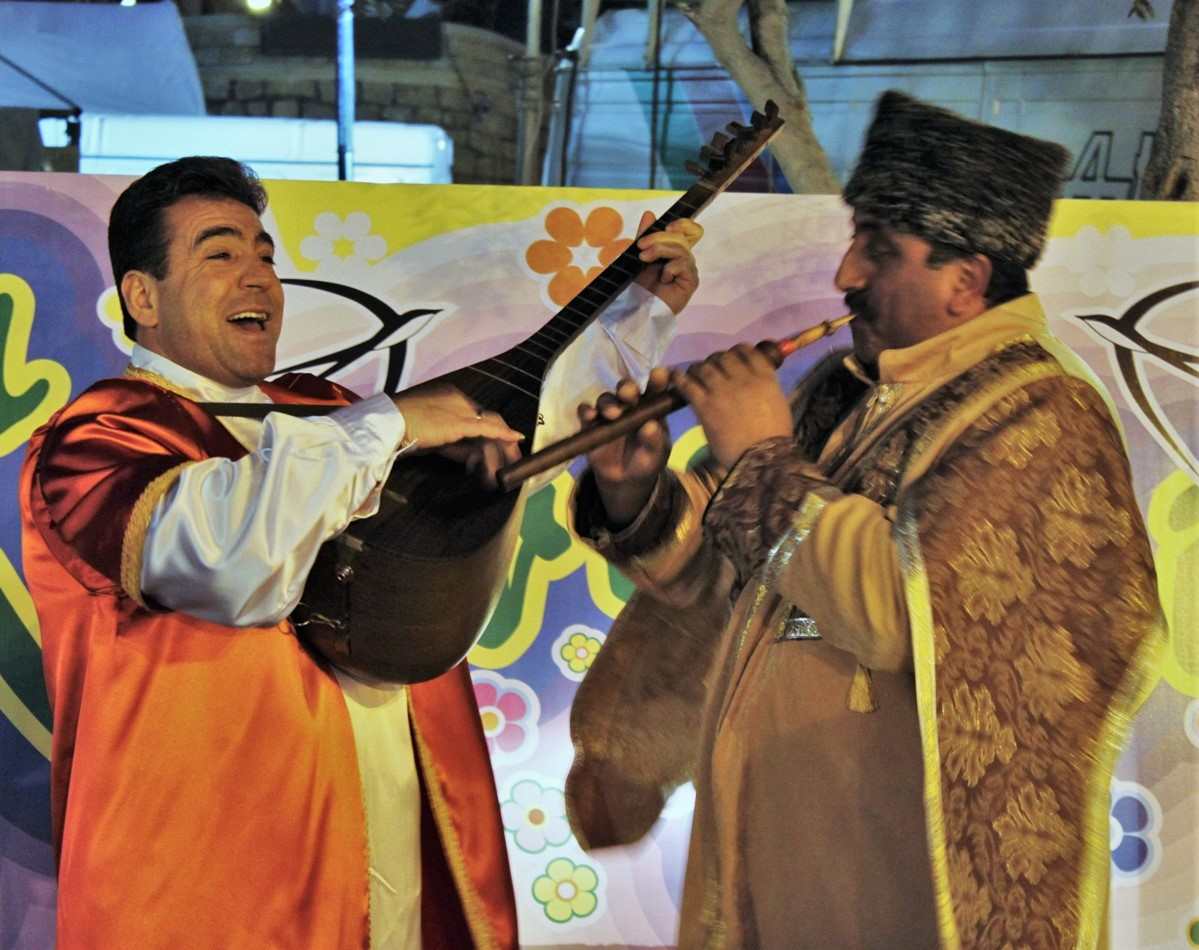
یک عاشیق در باکو در حال بالابان زدن